# Hugo Porta
Hugo Porta (11. září 1951, Buenos Aires) je bývalý argentinský ragbista, který hrál jako útoková spojka. V roce 2008 byl (jako první Argentinec) zvolen do Světové síně ragbyové slávy. Za Argentinu odehrál 58 zápasů a připsal si 590 bodů. Na MS 1987 byl kapitánem Argentiny.
Magazín Midi Olimpique ho zvolil nejlepším ragbistou roku 1985 a magazín Rothmans Yearbook jako nejlepší útokovou spojku 80. let. S klubem Banco Nación vyhrál v roce 1986 a 1989 argentinskou ligu a čtyřikrát sedmičkovou soutěž (1974, 1984, 1987, 1988). V tomto klubu strávil v rozmezí let 1966 až 1990 celou svou kariéru.
V roce 1991 až 1995 byl ambasadorem v Jihoafrické republice. V letech 1996 až 1999 byl argentinským ministrem sportu. V roce 2007 a 2008 byl zástupce Argentiny ve světové ragbyové asociaci. V prosinci 2018 se stal prezidentem sportovního klubu Banco Nación.